# Zeitschrift der Deutschen Morgenländischen Gesellschaft
La Zeitschrift der Deutschen Morgenländischen Gesellschaft (ZDMG) (Rivista della Società Orientale tedesca) è una rivista scientifica orientalistica tedesca, edita dalla Deutsche Morgenländische Gesellschaft dal 2 ottobre 1845 a Darmstadt. La sua sede si trova attualmente a Halle (Saale).

## Digitalizzazione
La rivista è stata digitalizzata ed è disponibile gratuitamente online dall'Università di Halle.  La rivista è disponibile dal 1847 al 2007 ed è dotata di numerosi indici e supplementi, inclusi i volumi del Deutscher Orientalistentag dal 1968 al 1995.